# Stefano Vignaroli
Stefano Vignaroli (Rome, 5 août 1976) est un homme politique italien.

## Biographie
En 2013, il est élu député de la circonscription Latium 1 pour le Mouvement 5 étoiles, il est réélu en 2018.